# 大崎昭一
大崎 昭一（おおさき しょういち、1945年1月15日 - ）は、宮崎県延岡市出身の元騎手・評論家。
記者の質問に対して弱気のコメントをすることが多く「泣きの昭ちゃん」と言われ、レースでは激しく大胆な騎乗ぶりで名手として活躍。
実子の大竹正博は美浦所属の調教師。

## 経歴
父がアングロアラブの生産を行っていたため、七人兄弟の末っ子で幼少期から馬に親しみ、11歳の時には馬に乗っていた。中学の先輩にはメジロボサツ・イナボレスなどに騎乗した矢野一博に田島日出雄、同級生には安田伊佐夫がいた。そうした環境で育った大崎は体が小さかったため、迷うことなく騎手を目指した。
中学卒業後は安田と同じ列車に乗って上京し、馬事公苑騎手養成長期課程に入り、高橋隆・清水出美・簗田善則・久保敏文・領家政蔵・鹿戸明・久保田秀次郎・笹倉武久と同期になった。
矢野の父親の紹介で東京・柴田寛厩舎に入門し、1963年3月に騎手免許を取得してデビューすると、同17日の中山第4競走4歳新馬・イチサキミドリ（12頭中12着）で初騎乗を果たす。5月3日の東京第6競走4歳未勝利・ダイゴコートウで初勝利を挙げ、障害でも中山大障害を制していたフジノオーに騎乗して2勝するなど、1年目は5勝をマーク。新人はそう簡単には勝てるような馬に乗せてもらえず、先輩騎手が乗りたがらないような馬が回ってきたが、大崎はその環境の中で次第に頭角を現し、2年目の1964年に36勝を挙げて一気に数字を伸ばす。
3年目の1965年には目黒記念（春）をブルタカチホで制して重賞初勝利を飾り、同馬とのコンビでは阪神で行われた不良馬場の天皇賞（春）でアサホコの2着、第10回有馬記念にも出走して　シンザン・ミハルカスの3着に入った。
幼少期から馬に接して育ってきたこともあり、特にクセ馬を乗りこなすのを得意とし、独特の鐙を長くとる騎乗フォームも印象を強くしたが、順調にステップアップしていたと思われた1966年には調教中の落馬で馬の下敷きとなり、骨盤を7ヶ所骨折。一時は騎手を諦めた程の大怪我であったが、無事に復帰した1967年にはカブトシローで有馬記念を制し、GI級レース・八大競走初制覇を成し遂げるが、21歳での勝利は史上最年少での記録であった。怪我をする前にカブトシローには6度乗って2勝をしていたが、久々の騎乗ではひどいスローペースの中を後方で追走し、2周目の3コーナーで一気に先頭を奪うとそのままゴールまで独走して2着に6馬身差を付けた。
1968年に通算100勝を達成し、1969年にはダイシンボルガードで東京優駿を制覇。この年のダービーは当時史上最高である16万7263人が来場し、スタート直後に1番人気のタカツバキが落馬、直線ではダイシンボルガードの石田健一厩務員がコースに飛び出して万歳をしながら走り出すなどアクシデント、ハプニングが相次いだ。1週間後に結婚式を控える中、24歳4ヶ月での勝利は当時の戦後最年少ダービージョッキー記録であり、表彰式の後にはファンの祝福に握手で応じた大崎はスタンドに引きずり込まれて胴上げされた。作家の虫明亜呂無は大崎を「軽い」と評し、それは「存在を主張しない軽さ」だと書いている。1968年1月号の優駿では「よくいえば、たいへんフレキシブルで、伸縮自在の乗り方をする。クセがない。無理がない。ナチュラルである。素直である。妖精の踊りを思わせる。」とまで書いており、虫明は大崎の「軽さ」について師匠の柴田に尋ねているが、柴田は「関節の柔らかさ」と「持って生まれた勘の良さ」があると語っている。その他に大崎について問われた際に柴田は「真面目」「引っ込み思案」「暗い」「口数が少ない」「慎重」というような表現をしている。
1973年には福島での騎乗中に外ラチに激突して落馬し、胸部挫創および腰椎第一第二右横突起を骨折。1974年に41勝を挙げて全国7位に付け、初のベストテン入りを果たす。
1975年にはフジノパーシアで天皇賞（秋）を制覇し、1976年には同馬で第17回宝塚記念に勝利。11月にはワシントンD.C.インターナショナル（アメリカ）の日本代表に選出されるが、フジノパーシアがプレゼンターとして来場していたエリザベス・テイラーが巻き起こす騒ぎに冷静さを欠いてしまい、得意の不良馬場にもかかわらず6着に沈んだ。それでもスピードシンボリ以来の入着を果たし、賞金5000ドル、日本円にして50万円を獲得。この時はテイラーの取材を目的とする記者が多数来ており、彼らが競走馬たちのことをまるで気にせず、馬が近くにいても遠慮なくフラッシュを焚いて写真を撮るなどしていたという。また来場者数も記録的であった上に、テイラー目的の来場者も少なくなかった言われている。大崎は後に「この騒ぎが無かったら2着には入っていただろう」と語っている。同年は通算300勝を達成するなど自己最多の51勝を挙げ、自己最高の全国5位に入る。
1977年には東京で新馬戦に騎乗の際に落馬し、左第七～十一肋骨骨折、右下腿筋挫創の大怪我でリハビリ期間を含む1年2ヶ月の休養を余儀なくされる。1978年に見事復帰するが、4月の中山の3コーナーで再び落馬して右大腿骨を骨折。治療ミスで骨が割れ1年近く休養したが、1979年にはグリーングラスの引退レースとなった第24回有馬記念に騎乗し、自身2度目の有馬記念制覇を飾る。主戦の岡部幸雄がハツシバオーに騎乗するための乗り替わりであり、中野隆良調教師から依頼が来た時は大崎も喜んだ。グリーングラスは全盛期を過ぎていたが、テン乗りの大崎は中野の気持ちに応えようとする。中野は大崎に「内ラチを頼りに走る馬だから、3コーナーからはインコースをついて、思い切って行ってくれと」一つだけ注文を出し、レースでは距離ロスを最小限にするため最初の正面では内ラチ沿いの6番手を走っていたが、向正面では2番手に上がる。2周目の3コーナーで先頭に立ってそのまま逃げ切り、ゴール前で猛追したメジロファントムとは鼻差という計算し尽くしたような騎乗に「流石に大崎」とファンは感嘆した。それまでのグリーングラスは悍性が強くステイヤーとしては落ち着きに欠き、レース中に騎手との折り合いを欠く場面もしばしば見られたが、この頃は気性も落ち着き、大崎は素直で利口な馬と評している。1980年1月15日に中山で行われたグリーングラスの引退式でも背中に跨がり、この時は有馬記念で使用されたゼッケンを着用し、場内には名前の由来にもなったトム・ジョーンズの「思い出のグリーン・グラス」が流れた。同年には福島のラチに突っ込んで落馬し、再度の右大腿骨骨折をやって3ヶ月の休養を余儀なくされる。
骨折した足のリハビリは動かない足を無理に曲げて馬に乗るため辛かったが、その度に復活し、1981年に渡辺正人・小野定夫・横山富雄・田村正光に次ぐフリーへ転向。同年は17頭中16番人気のカツトップエースで皐月賞を逃げ切って初制覇、東京優駿でも同馬でサンエイソロンの猛追をハナ差しのぎ、ダービー2勝目を挙げる。皐月賞はそれまで騎乗していた増沢末夫・的場均が他に乗る馬がいたため、空いていた大崎に騎乗依頼が来たものであった。当初は増沢が継続して騎乗予定であったが、サクラオーセイを選んだために乗り替わりとなる。菊池一雄厩舎の業務を代行していた藤沢和雄調教助手はカツトップエースの代わりの鞍上探しに苦労し、出走10日前まで未定であった。そんな中で競馬ブックの住吉彰造トラックマンの取り計らいにより、それまで菊池厩舎ではコネクションが無かった大崎を紹介し、大崎の起用が決定した。大崎は元々サクラオーセイ騎乗が内定しており、増沢の選択により皐月賞は空いていたが、大崎の妻によれば、大崎はサクラオーセイの内定取り消しに「がっかりしていました」とし、カツトップエース騎乗が決定した際には「主人は"そういえば、そんな馬、いたなあ"と。しぶしぶ引き受けたんです」と証言している。ただ、大崎は追い切り騎乗後に、藤沢や妻に対して状態を高く評価していた。テン乗りでノーマークを良いことに気分良くハナを切ると、前半1000mを62秒1のスローペースで刻んだ。最終コーナーで後方が詰め寄ってきたが先頭は守り、直線で追い上げてきたロングミラーをクビ差振り切った。あれよあれよの逃げ切り勝ちを収めてしまい、ラジオ実況は「カツトップエースが逃げ切ってしまいました!」と伝えた。インタビューでは「まさか勝てるとは...。ただ絶好の1枠だったので捨て身で逃げただけ。有力馬がけん制し合ったんで走れたんじゃないの」と語ったが、レース後直後の陣営の祝福の中、「いやあ、勝つなんて思わなかった。びっくりしたよ」と笑顔で語った。続くNHK杯が皐月賞は取り消したサンエイソロンの2着で、皐月賞がフロックでは無かったことを証明したが、ダービーは3番人気にとどまった。生産地の様似町ではダービーを応援するために人流が途絶えていた。ダービーは1枠3番の絶好枠を利して悠々3番手を追走し、4コーナーで前のアドリアアモンが外に開いた瞬間を見逃さず、カツトップエースも大崎の合図に反応して早々と先頭に立つ。左手一本で追い、右ステッキで馬を頑張らせる騎乗で、サンエイソロンの猛追を斥けた。残り50mほどで2頭が並び、決勝線を馬体を併せて通過していたが、写真判定を経てカツトップエースのハナ差20cm先着が認定され、カブラヤオー以来となるクラシック二冠を達成。サンエイソロンに騎乗した小島太は「負けた時は辛くて死にたいぐらいだった。でも名人に完璧な競馬をされたんだから仕方ない。あの人は本当にうまかった」と、3歳先輩である大崎の技量を讃えている。
1981年秋からは名馬ダマスカスを父に持つアメリカ産馬で、同期のカツトップエース・サンエイソロンに勝ったこともある4歳馬タクラマカンとコンビを組み、第1回ジャパンカップ2週間前の前哨戦として行われた11月8日の東京第9競走4歳以上オープンでは先手を奪って楽勝。この競走は招待外国馬が出走した日本初の国際競走で、後の富士ステークスの前身となる競走であった。外国馬はオウンオピニオン（インド）1頭だけが出走したが、道中おっ付けながら4番手を進むも府中の長い直線と坂で急失速し、障害馬のジョーアルバトロスにも大きく差を付けられ、勝ったタクラマカンから2秒5差の7頭中7着に終わった。
ジャパンカップでは発走前にゲートを突き破って外枠発走となり、発走時間が1分遅延させてしまう。タクラマカンが突進したのにつられてホウヨウボーイもダッシュしようとしてゲートの金具に顔をぶつけて、そのときに前歯を3本も折ってしまった。サクラシンゲキにクビ差迫ると同時にメジロファントム・ラフオンテース、オウンオピニオン、ブライドルパース・ミスターマチョ（カナダ）に先着する10着であった。有馬記念では道中はサクラシンゲキの2番手を進み、4コーナーでは先頭に立つが11着に終わる。　
重賞を勝利することはなかったが、1982年の宝塚記念ではモンテプリンス・カツアールに次ぐと同時にキョウエイプロミス・サクラシンゲキ・メジロティターン・ラフオンテース・アグネステスコ・ノースガストに先着する3着と健闘。
1982年6月20日の福島第10競走福島テレビ杯・ハーバーカピタンで通算500勝を達成するが、当日は激しい雷雨で馬場に水溜りがあるのがはっきり分かるほどの悪天候であった。レース前には2度も阿武隈高地に雷が落ちたほか、2コーナーでも雷鳴が轟いたが、大崎は急遽の乗り替わりで13頭中13番人気の同馬を勝利に導いた。同年の皐月賞ではダンサーズルーラに騎乗し、加賀武見騎乗のゲイルスポートと共にハギノカムイオーを潰しに行った。ダンサーズルーラは大外枠から斜行して内に切れ込みハギノカムイオーの進路をカットし、60秒を切るペースで先頭に立った。ダンサーズルーラは20頭中15着に敗れたものの、先頭に立って逃げることが出来なかった16着のハギノカムイオー、中盤で失速した19着のゲイルスポートには先着した。1983年の皐月賞ではカツトップエースと同馬主のカツトップメーカーに騎乗し、雨中でカツラギエースとニホンピロウイナーを引き連れて逃げ、その2頭に先着の9着であった。
1984年の東京優駿では21頭中20番人気のスズマッハで19番枠からハナを切ると、内ぴったりを走る隙のない競馬で直線もしぶとく粘り、シンボリルドルフにはラスト1ハロンで差し切られたがフジノフウウン、スズパレードとの激しい争いを制して2着を確保。秋はセントライト記念でルドルフの3着、京都新聞杯でニシノライデンの3着、菊花賞で無敗の三冠を達成したルドルフの4着と堅実な走りを続けた。年末の第29回有馬記念では同期の三冠馬ルドルフに加え、1歳上の第4回ジャパンカップ馬カツラギエース、三冠馬ミスターシービーが順当に上位3着までを占める中、3強に次ぐ4着に健闘。1985年は休養明けの安田記念で9番人気ながらニホンピロウイナーから3/4馬身差の2着に入り、エプソムカップで重賞初制覇に導く。
新潟事件
1985年8月25日の新潟第9競走赤倉特別でヘイアンスイートに騎乗した際、本馬場入場で第4コーナー付近のいた観客の「調子はどうだ」の野次に馬上から返答。柵ごしにファンと言葉を交わした行為が公正競馬を害するとされたほか、これが日本中央競馬会競馬施行規程で予想行為に該当していたため、日本中央競馬会裁定委員会は大崎が面識のある人物と私語を交わしていたことを発表し、無期限の騎乗停止処分を下される。事件発生直後からマスメディアはこぞって八百長を指摘するようになり、アサヒ芸能は『大崎騎手を不正事件に引き込んだ新潟歓楽街の黒い誘惑』と題した記事を載せるなど、暴力団関係者と関係があるかのような記事を書かれた。審判部はレースにおいて不自然な行為は認められなかったとして、結果的には冤罪となり、4ヶ月後に騎乗停止処分は解除されたものの、事件後しばらくは本拠地・関東の調教師から騎乗依頼がほとんどなくなる。この事件は「新潟事件」「大崎騎手事件」とも呼ばれ、その後も公衆電話で長電話をしたり、パンチパーマをかけた競馬関係者と一緒にいるだけで注意を受けるなど、JRAから厳しい対応を受け続けた。この事件から数年後、当時を知るベテラン予想家が「昭ちゃんは単に知り合いに返事をしただけなんだ。うかつなミスなのに処分が重すぎるという空気が流れた。処分を軽くしてというファンからの署名運動もあったよ。見せしめ、という関係者もいたけど、新潟で起きた薬物投与事件（大崎は無関係）の不始末も絡んでいたなどと憶測された。俺も（処分は）重すぎだと感じてたよ」と事件の顛末を推測している。当時は「1000勝すれば調教師に転身する際に調教師免許試験の第一次が免除される（1987年から2002年まで）」特典があり、この新潟事件によって多くの騎乗機会を失ってしまったことは、大崎が1000勝に届かなかった大きな原因の一つとされている。
1985年は例年にない勢いで勝ち星を伸ばしており、騎乗停止処分を受けた8月の時点で既に前年の23勝を上回る38勝をマークし、夏の新潟リーディングの座もほぼ確定的であったが、結果的には騎乗停止となった最終週に逆転されて2位に終わる。
同年の3歳王者ダイシンフブキは師匠の柴田の管理馬で、大崎がデビュー前の調教をつけていた。
新潟事件以降
1986年には事件の影響で騎乗依頼を大きく減らすが、375回騎乗して41勝をマーク。
1987年には43勝、1988年も47勝と堅実に勝ち星を積み上げたが、その後は次第に下降線をたどり、1991年は僅か13勝、騎乗回数も238回に留まった。
1987年には通算700勝を達成し、同年の中山牝馬ステークスではカツダイナミックでダイナフェアリーを抑えての金星を挙げ、復帰後初の重賞制覇。オークス馬トウカイローマンでは新潟大賞典2着に入り、引退レースとなった有馬記念にも騎乗し、牝馬としてはヤマノシラギク以来2頭目となるJRA全10場出走を達成した。
1988年には新潟で行われたセントライト記念でダイゴウシュールに騎乗し、ダービー3着馬コクサイトリプルに圧勝。同馬は4勝中3勝が重または不良という道悪の鬼であり、3勝目の福島・しゃくなげ賞は不良で1分51秒4の決着で、2着馬を1秒7も引き離す大差勝ちを収めていた。セントライト記念は雨中の不良馬場で2分16秒0を記録し、後続に7馬身差の圧勝で、2着キクカロイヤルに1秒2差を付けた。1989年には稍重の安田記念を骨折明けの12番人気で2着と健闘し、勝ったバンブーメモリーは連闘の10番人気で、人気薄のワンツーとなった。
1989年の東京優駿では尾形充弘厩舎のスピークリーズンに騎乗し、イライラした様子で引っ掛かりながらも8着と1桁着順を確保。
1990年にはラジオたんぱ賞をツルマイアスワンで制すが、同馬は恩師・柴田の管理馬であり、柴田にとって最後の重賞勝利となった。同年の根岸ステークスでは安田が管理するエーコートランスにテン乗りで制し、勝ち時計1分10秒0は当時の東京ダート1200mのレコードタイムで、しばらく破られなかった。
1991年には布施正調教師の誘いを受けて小倉に遠征したほか、笹倉が管理するツインターボでラジオたんぱ賞を連覇。たんぱ賞では内埒にぶつかりそうなギリギリのところを選び、荒れた内をわざと走らせた。笹倉にとっては初めてのサラブレッド系重賞勝利であり、秋はセントライト記念でストロングカイザーからクビ差逃げ粘ると同時に東京優駿2着のレオダーバンをクビ差抑えて2着、菊花賞を回避して出走した福島記念でも2着となった。セントライト記念はラジオたんぱ賞と同様に高速ラップが刻み、直線に入っても脚は鈍らなかったが、中山の急坂を上るに連れて差を詰めてきた2番手のストロングカイザーにクビ差だけ交わされた。同レースは10月の馬連の全国発売に伴い単枠指定制度が最後に適用された競走となったことで知られ、制度最後の対象馬で、後に菊花賞馬となるレオダーバンは封じた。同年は安田記念で1年ぶりの出走となる皐月賞馬ハクタイセイに騎乗予定であったが、レースを目前にして繋靭帯炎を発症して出走取消となり、引退を余儀なくされた。
以後は関西での騎乗が中心となり、1992年からはレッツゴーターキンを通じて橋口弘次郎調教師との付き合いが深まる。
以前にも一度、橋口は大崎に騎乗を依頼しており、1988年7月に福島の新馬戦に出走させた牝馬ハンザヒメで勝利したが、一度きりの依頼で終わっていた。
橋口厩舎の番頭役的な存在で、関東での騎手時代から大崎と親交があった鎌田祐一調教助手が大崎の起用を進言したのがレッツゴーターキンに騎乗するきっかけとなり、橋口も大崎と同じ宮崎県出身で学年も1つ違い、実家も競走馬も生産していた農家と境遇もよく似ていたため、大崎のファンであった。郷土意識が強く、また友人を大切にする情の熱い人物でもある橋口であったが、レッツゴーターキンに騎乗依頼をする際に電話をかけようとした時は猛烈に緊張してしまい、結局調教助手に任せたと、後に語っている。
大崎は新人騎手がやるような仕事、馬を出張させた時の退厩届けなどの事務的な手続きも全部、引き受けたため、橋口は大崎の腰の低い誠実な性格に惚れて「応援しよう」という気持ちになり、新潟事件についてはその性格が災いし、「顔見知りの人から声をかけられたときに、知らん振りをできなかったのだろう」と推測している。
大崎はレッツゴーターキンと初めて会った時に坂路で鍛えられた異様な筋肉に目を見張ったが、体が柔らかさと唸るような息吹に強い印象を持った。最初はノド鳴りかと思うほどであったが、坂路調教で吐く力と心臓が強くなり、凄い肺活量をしていた。
初騎乗となった谷川岳Sの前週は1頭も騎乗馬が無かったが、テン乗りの谷川岳Sでレッツゴーターキンをそれまでの不調が嘘のように好走させ、クビ差で1年1ヶ月振りの勝利に導く。大崎もレッツゴーターキンの勝利に弾みをつけ、この春の新潟で7勝をマークしたが、その内の3勝は橋口の管理馬で記録。
大崎は騎乗していくうちに少しずつレッツゴーターキンの癖を掴んでいき、引っ掛かるところはないが、途中で息を抜くことがあるため、その前に鞭で気合を付けてやらないと走らないところを掴む。馬込みは嫌わず、単騎で行くよりも、周りを囲まれていた方がむしろ好走するタイプであることも掴んだ。決め手に鋭さはないながら長くいい脚を使うが、スタートの悪さが最大の欠点であった。
その後は北九州記念・小倉記念とも2着に入り、福島民報杯は例のごとくスタートが悪く、スタート直後は最後方からの競馬となったが、2コーナーで6番手、3コーナーでは一気に4番手まで位置を回復。唸るように上がっていくと、最後は36秒5の脚を使い、2着馬に3馬身半差を付けて圧勝。
橋口に出走を強く勧めた天皇賞（秋）は11番人気であったが、本馬場入場ではイレ込むレッツゴーターキンを上手く宥めて本馬場をゆっくりと逆回りし、初めての東京コースを歩いてよく見せた。大歓声の中で興奮していたが、返し馬では掛かるというほどではなく、大崎が手綱を引くと、素直に止まった。大崎はそれで少し油断してしまい、ゲート手前でトモを蹴り上げられて落とされてしまったが、無事に騎乗を再開。この時の大崎はトウカイテイオーやナイスネイチャをそれほど意識せず、イクノディクタスを最も警戒していた。レースはメジロパーマーとダイタクヘリオスが先手を主張、これに1番人気で15番枠のトウカイテイオーが続いた。前半1000m通過は57秒5という超ハイペースを、2番という絶好枠を得たレッツゴーターキンは後方から自分のペースで走り、インコースを通ったトウカイテイオーがバテた瞬間、大外から満を持してスパートして勝った。これに続いた2着馬ムービースターの鞍上が武豊であったのも、騎手のペース配分がレース結果を左右することを物語っており、大舞台で久しぶりに大崎の勝負勘が冴えた。開業11年目で初GIを制した橋口は信頼を強め、後にダンスインザダーク・ハーツクライ・ワンアンドオンリーなど有力馬が集まるようになった。一方の大崎は騎乗数も復活したが、11年ぶりのGI制覇が最後のGI制覇となった。
同厩のメイキングテシオでは、中日スポーツ賞4歳ステークスでキョウエイボーガンの逃げ切り許すもアラシ・タケノベルベットに先着の2着、天皇賞翌週の菊花賞ではライスシャワー・ミホノブルボン・マチカネタンホイザから7馬身離された4着に入った。
1993年の朝日杯3歳ステークスでは14頭中11番人気のイナズマタカオーに騎乗し、エイシンワシントンに先着の5着と健闘。
1994年には正式に栗東に移籍し、桜花賞では12番人気のツィンクルブライドでオグリローマンにハナ差の2着となった。5月からはマイヨジョンヌとのコンビで新潟大賞典3着・七夕賞2着・福島記念3着とローカル重賞で活躍したほか、通算900勝を達成。
中日スポーツ賞4歳ステークスではイナズマタカオーに騎乗し、前半でやや掛かり気味になったものの、中団追走から鋭い決め手で抜け出す。京成杯でヒシアマゾンを破っていた断然人気のビコーペガサスが追いすがるが、寄せ付けず、1馬身1/4差を付ける堂々の勝ちっぷりで2年ぶりの重賞勝利を挙げる。アイシーグルーム産駒は重賞初勝利となったが、大崎自身は最後の重賞勝利となった。
1995年は北海道から転入したスガノオージで初騎乗の新潟大賞典を14頭中13番人気ながらアイリッシュダンスに3馬身差の2着に入、続くエプソムカップも道中2番手から直線抜け出してカネツクロスにクビ差2着、札幌記念もトロットサンダーに先着の3着に粘るなど芝の適性を発揮させた。秋は毎日王冠に出走することになったが、同日の京都大賞典に前年から手綱を任されていたダイゴウソウルが出走を予定。馬主の金田至弘が大崎に「京都大賞典を頼むぞ」と言い残して亡くなった直後であったため、大崎はスガノオージを管理する上原博之調教師に丁寧な断りの電話を入れ、「天皇賞は空いていますから」と付け加えた。スガノオージの代役には安田富男が騎乗することとなり、本番でジェニュイン・サクラチトセオーら有力馬を抑えて逃げ切る。一方のダイゴウソウルも外回りの4コーナーで内回りコースを抉るようにインを突き、ヒシアマゾンから0秒5差であわやの4着と健闘し、大崎はその後の電話で上原に「僕はいいですから、天皇賞には富男さんを…」と告げ、結局天皇賞も安田がスガノオージに騎乗することとなった。
晩年は人気騎手の集まらないローカル開催にあえて出向き、水曜、木曜と電話の前を離れず、自ら調教した馬の様子や想定メンバーなどを逐一調教師に報告していた。若手時代のように努力を重ねたが、武を筆頭に若手騎手も台頭。携帯電話の無い時代でもあり、騎乗依頼の連絡を受けるべく自宅の電話の側から離れなかった。
橋口厩舎のエース格として同厩舎のブレイクに貢献し、ごく一時期には厩舎の理解と協力で橋口厩舎への所属案もあったが、これは実現せずに幻となった。
島崎宏調教師にも厩舎の主戦騎手として起用されるなど師弟関係の間柄となり、橋口や島崎を筆頭に野元昭・新川恵・岩元市三ら関西の調教師達が助け、いつしか「大崎昭一に1000勝をさせる会」などと呼ばれるようになったが、大崎はインタビューで「そんなものはないよ。どうせなら、大崎をいい馬に乗せる会、なんていうのがあるといいんだけどなあ」と言って笑った。
1996年は9勝と30年ぶりの1桁勝利に終わり、2桁勝利が29年連続でストップ。
1998年5月31日の中京第3競走4歳未勝利・ムスメに騎乗した際に直線で他馬と接触して落馬し、一時は気を失う。藤田保健衛生大学病院で精密検査を行った結果、脳などに異常はなく、頭部・顔面打撲、脳震盪などで全治7日間程度と診断されたが、その事故による後遺症から7月2日に慢性硬膜下血腫を発症。倒れた日は朝の調教を無断で欠席し、厩舎関係者が連絡してもつながらなかったため、訝しく思った関係者が住んでいた社宅を訪れても応答がなかった。そのためガードマンに頼んで解錠してもらったところ、家に入ったところで意識の無くなっていた大崎を発見。搬送された滋賀県栗太郡栗東町（現・栗東市）の済生会滋賀県病院で頭部手術を受け、手術後は復帰に向けてリハビリを続けていたが、実戦での騎乗に耐えられるまでには回復せず、1999年に網膜色素変性症を発症して現役続行を断念。茨城県稲敷郡江戸崎町（現・稲敷市）の自宅で静養する中、54歳の誕生日を翌日に控えた1月14日に現役を引退。1998年6月27日の阪神第9競走あじさい賞・フィールドプロスパが最終騎乗で最後の勝利となった。
引退後
引退後は牧場関係の仕事に携わる予定もあったが、競馬予想会社「七騎の会」情報スタッフや日刊スポーツ評論家として活動し、コラム『昭ちゃんのここを買え!』→『昭ちゃんの俺ならこう買う!!』を連載していた。
引退してしばらくはのんびりと東京都内で暮らしていたが、現役時代の落馬の後遺症が出て肉体的な苦痛がいつもある状態になったほか、精神的な後遺症に苦しんだ。辛さからつい深酒をして、そのたびに「JRAが追いかけてくる」と、被害妄想気味に叫んでいたこともあり、2005年秋に宮崎へ帰郷。
実子の正博は調教師試験受験時には過去の経緯もあり、予想会社の看板役というあまり好ましくない関係となってしまったため、2006年には話し合いの末にお互い疎遠にすることにした。正博は姓を結婚を機に夫人方の姓である「大竹」を名乗ることになったが、大崎が予想会社を退職した後は再び連絡を取るようになった。

## エピソード
- 先にフリーになっていた横山・田村、吉永正人・中島啓之・菅原泰夫らと共に、飲み仲間のサークルである「仲よし会」を結成していた。中国文学者で競馬ライターとしても活動していた西野広祥は、会の様子をしばしば文章化して発表した。
- 横山の誕生日に6人が集まり、横山が香港から帰った時に勝利祝いに6人がまた集まったところ、菅原曰く「みんな近くに住んでいることだし、この6人で時々一杯やる会を持とう」ということになった。菅原は会の名づけ親にもなり、西野は「勝負師たちの集まりに、仲よし会というのは、なかなかとぼけた味があっていいじゃないか」と答えている[68]。
- 実子の正博曰く、カツトップエースでダービー2勝目を挙げた時は連日連夜どんちゃん騒ぎをした。普段も家にはあまり帰らず、明け方3時には馬場が開場されるため、深夜1時くらいまで飲んでそのまま調教に行っていた[69]。
- フリーになった当時は徒弟制度が強く、厩舎が騎手を決める時代であり、一度のミスで降ろされることは少なく、勝てなくとも5走ほどは騎乗していた時代であった[20]。そんな中、テン乗りでの勝利が目立つ大崎は厩舎関係者から「勝負勘がいい」と評され「代打騎乗」の信頼性が高く、美浦で取材している記者に厩務員が「次は昭ちゃんだから」と自信に満ちて語ったほどであった[20]。

## 騎手通算成績（中央競馬）
| 通算成績 | 1着 | 2着 | 3着 | 4着以下 | 騎乗回数 | 勝率 | 連対率 |
| -------- | --- | --- | --- | ------- | -------- | ---- | ------ |
| 平地     | 962 | 898 | 901 | 6086    | 8847     | .109 | .210   |
| 障害     | 8   | 4   | 7   | 18      | 37       | .216 | .324   |
| 計       | 970 | 902 | 908 | 6104    | 8884     | .109 | .211   |

### 主な騎乗馬
※太字は旧八大競走を含むGIレース。
- ブルタカチホ（1965年目黒記念 (春)）
- カブトシロー（1965年カブトヤマ記念、1967年有馬記念）
- ダイシンボルガード（1969年東京優駿、1970年ダイヤモンドステークス）
- タカイホーマ（1972年クイーンカップ、4歳牝馬特別 (東)）
- フジノパーシア（1975年東京新聞杯・天皇賞 (秋)、1976年ダイヤモンドステークス・宝塚記念・高松宮杯）
- アグネスビューチー（1976年東京新聞杯）
- メイワロック（1977年4歳牝馬特別 (東)）
- イシノオウカン（1977年関屋記念）
- セーヌスポート（1977年牝馬東京タイムズ杯）
- アマミプリンス（1977年クモハタ記念）
- ハザマファースト（1979年クイーンステークス）
- マイエルフ（1979年福島記念）
- グリーングラス（1979年有馬記念）
- カツトップエース（1981年皐月賞・東京優駿）
- ハセシノブ（1982年新潟大賞典）
- ダスゲニー（1983年クイーンカップ・阪神4歳牝馬特別・4歳牝馬特別 (東)）
- レイクビクトリア（1984年4歳牝馬特別 (東)）
- スズマッハ（1985年エプソムカップ）
- カツダイナミック（1987年中山牝馬ステークス）
- ダイゴウシュール（1988年セントライト記念）
- ハーディゴッド（1989年新潟記念）
- ツルマイアスワン（1990年ラジオたんぱ賞）
- エーコートランス（1990年根岸ステークス）
- ツインターボ（1991年ラジオたんぱ賞）
- レッツゴーターキン（1992年天皇賞 (秋)）
- イナズマタカオー（1994年中日スポーツ賞4歳ステークス）

その他
- キョウエイプロミス（1981年ステイヤーズステークス2着）
- メジロティターン（1983年日経賞3着）
- タカラスチール（1986年京王杯スプリングカップ2着、エプソムカップ・関屋記念3着）
- トウカイローマン（1987年新潟大賞典2着）
- リンドホシ（1989年エプソムカップ2着、1990年東京新聞杯2着・ダービー卿チャレンジトロフィー3着）
- ツィンクルブライド（1994年桜花賞2着）
- マイヨジョンヌ（1994年七夕賞2着、新潟大賞典・福島記念3着）
- スガノオージ（1995年新潟大賞典・エプソムカップ2着、札幌記念3着）
- ゴーゴーゼット
- コーセイ
- シゲルホームラン
- スピードヒーロー
- ディアマンテ
- リーゼングロス
- ビンゴカンタ
- ネーハイシーザー
- ハギノリアルキング
- フジノオー
- マイネルダビテ
- ダイタクヤマト
- タケフブキ
- ワカタイショウ